# Edmond Leburton
Edmond Jules Isidore Leburton (18. dubna 1915, Waremme – 18. června 1997, Waremme) byl belgický sociálnědemokratický politik. V letech 1973–1974 byl premiérem Belgie. Jeho vláda přijala mj. zákon na ochranu menšin či zákon na ochranu nájemníků. Byl představitelem Socialistické strany. V letech 1977–1979 byl předsedou dolní komory belgického parlamentu.